# Wioślarstwo na Letnich Igrzyskach Olimpijskich 2012 – dwójka bez sternika kobiet
Dwójka bez sternika to jedna z konkurencji wioślarskich rozegranych podczas Letnich Igrzysk Olimpijskich 2012, która odbyła się między 28 lipca a 1 sierpnia na obiekcie Dorney Lake. W rywalizacji wystartowało 10 osad.

## Terminarz
| Data            | Godzina |            |
| --------------- | ------- | ---------- |
| 28 lipca 2012   | 09:30   | Eliminacje |
| 30 lipca 2012   | 09:30   | Repasaże   |
| 1 sierpnia 2012 | 10:00   | Finały     |

## Wyniki
Dwie pierwsze osady z każdego wyścigu awansowały do finału A, pozostałe zaś brały udział w repasażach

### Eliminacje
Bieg 1
| Pozycja | Tor | Zawodnicy                                 | Państwo           | Czas    | Uwagi |
| ------- | --- | ----------------------------------------- | ----------------- | ------- | ----- |
| 1.      | 5   | Helen Glover Heather Stanning             | Wielka Brytania   | 6:57,29 | Q     |
| 2.      | 4   | Sara Hendershot Sarah Zelenka             | Stany Zjednoczone | 6:59,29 | Q     |
| 3.      | 1   | Georgeta Damian-Andrunache Viorica Susanu | Rumunia           | 7:05,39 |       |
| 4.      | 3   | Kerstin Hartmann Marlene Sinnig           | Niemcy            | 7:10,28 |       |
| 5.      | 2   | María Laura Abalo Gabriela Best           | Argentyna         | 7:12,17 |       |

Bieg 2
| Pozycja | Tor | Zawodnicy                     | Państwo           | Czas    | Uwagi |
| ------- | --- | ----------------------------- | ----------------- | ------- | ----- |
| 1.      | 2   | Kate Hornsey Sarah Tait       | Australia         | 7:01,60 | Q     |
| 2.      | 4   | Juliette Haigh Rebecca Scown  | Nowa Zelandia     | 7:06,93 | Q     |
| 3.      | 3   | Gao Yulan Zhang Yage          | Chiny             | 7:13,38 |       |
| 4.      | 5   | Lee-Ann Persse Naydene Smith  | Południowa Afryka | 7:14,31 |       |
| 5.      | 1   | Claudia Wurzel Sara Bertolasi | Włochy            | 7:21,44 |       |

### Repasaż
Pierwsze dwie osady awansowały do finału A pozostałe do finału B
Bieg 1
| Pozycja | Tor | Zawodnicy                                 | Państwo           | Czas    | Uwagi |
| ------- | --- | ----------------------------------------- | ----------------- | ------- | ----- |
| 1.      | 3   | Georgeta Damian-Andrunache Viorica Susanu | Rumunia           | 7:08,42 | Q     |
| 2.      | 2   | Kerstin Hartmann Marlene Sinnig           | Niemcy            | 7:10,42 | Q     |
| 3.      | 4   | Gao Yulan Zhang Yage                      | Chiny             | 7:15,18 |       |
| 4.      | 1   | Claudia Wurzel Sara Bertolasi             | Włochy            | 7:18,14 |       |
| 5.      | 5   | Lee-Ann Persse Naydene Smith              | Południowa Afryka | 7:18,96 |       |
| 6.      | 6   | María Laura Abalo Gabriela Best           | Argentyna         | 7:20,94 |       |

### Finały[5]
Finał B
| Pozycja | Tor | Zawodnicy                       | Państwo           | Czas    | Uwagi |
| ------- | --- | ------------------------------- | ----------------- | ------- | ----- |
| 1.      | 3   | Gao Yulan Zhang Yage            | Chiny             | 7:55,18 |       |
| 2.      | 4   | Lee-Ann Persse Naydene Smith    | Południowa Afryka | 7:56,40 |       |
| 3.      | 1   | María Laura Abalo Gabriela Best | Argentyna         | 8:03,53 |       |
| 4.      | 2   | Claudia Wurzel Sara Bertolasi   | Włochy            | 8:06,14 |       |

Finał A
| Pozycja | Tor | Zawodnicy                                 | Państwo           | Czas    | Uwagi  |
| ------- | --- | ----------------------------------------- | ----------------- | ------- | ------ |
| 1.      | 3   | Helen Glover Heather Stanning             | Wielka Brytania   | 7:27,13 | złoto  |
| 2.      | 4   | Kate Hornsey Sarah Tait                   | Australia         | 7:29,86 | srebro |
| 3.      | 5   | Juliette Haigh Rebecca Scown              | Nowa Zelandia     | 7:30,19 | brąz   |
| 4.      | 2   | Sara Hendershot Sarah Zelenka             | Stany Zjednoczone | 7:30,39 |        |
| 5.      | 1   | Georgeta Damian-Andrunache Viorica Susanu | Rumunia           | 7:37,67 |        |
| 6.      | 6   | Kerstin Hartmann Marlene Sinnig           | Niemcy            | 7:42,06 |        |